# 泰山震
泰山震是公元前1831年或公元前1652年在中国泰山地区发生的一场地震，最早见于《今本竹书纪年》。目前被大多数学者公认为中国历史上最早被记录的地震。